# Всі душі (Цілком таємно)
Всі душі (All Souls) — 17-й епізод п'ятого сезону серіалу «Цілком таємно». Епізод належить до «монстрів тижня» і не відноситься до «міфології серіалу». Прем'єра в мережі «Фокс» відбулася 26 квітня 1998 року.
Серія за шкалою Нільсена отримала рейтинг домогосподарств рівний 8.5, який означає, що в день виходу її подивилися 13.44 мільйона глядачів.

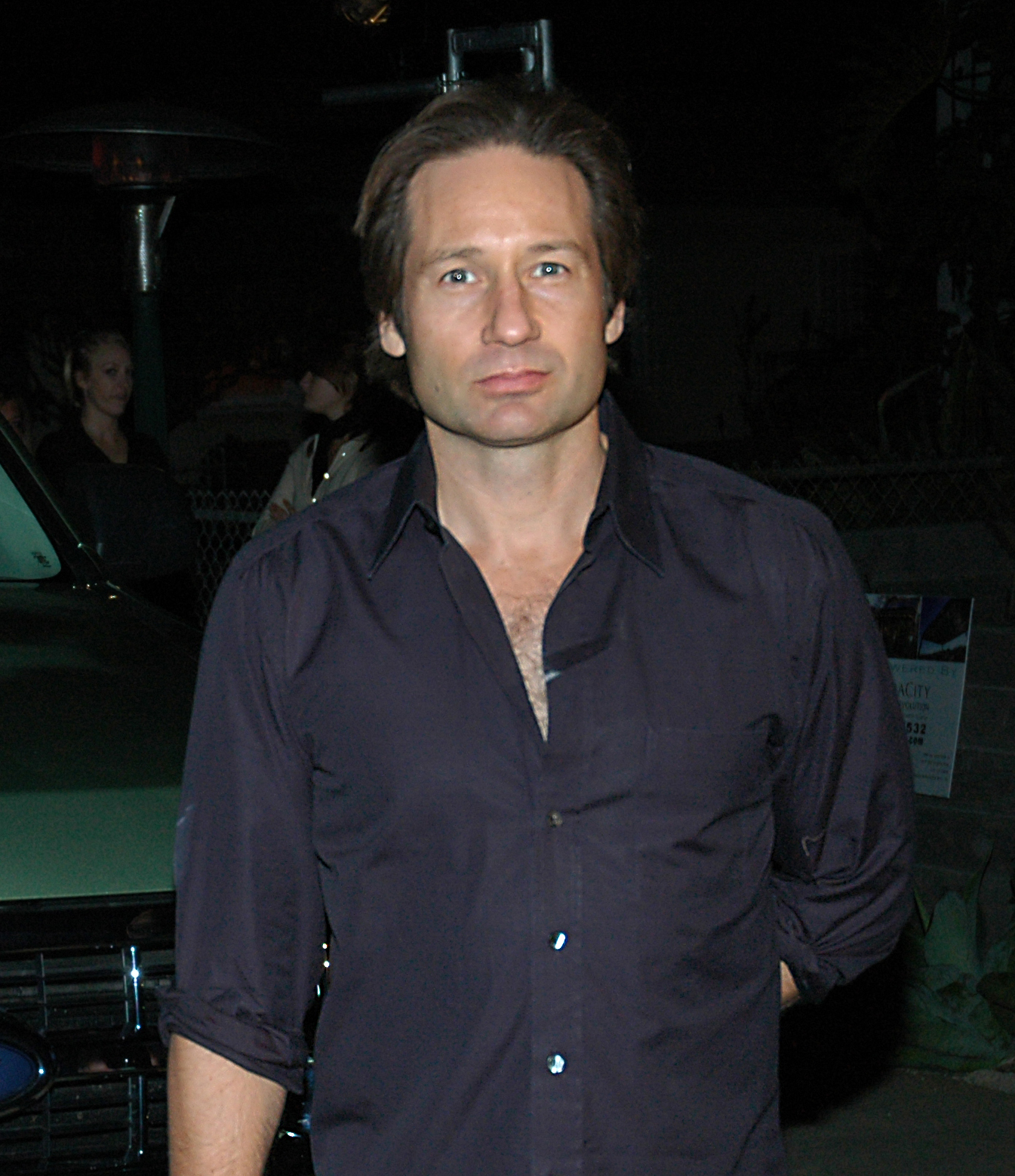

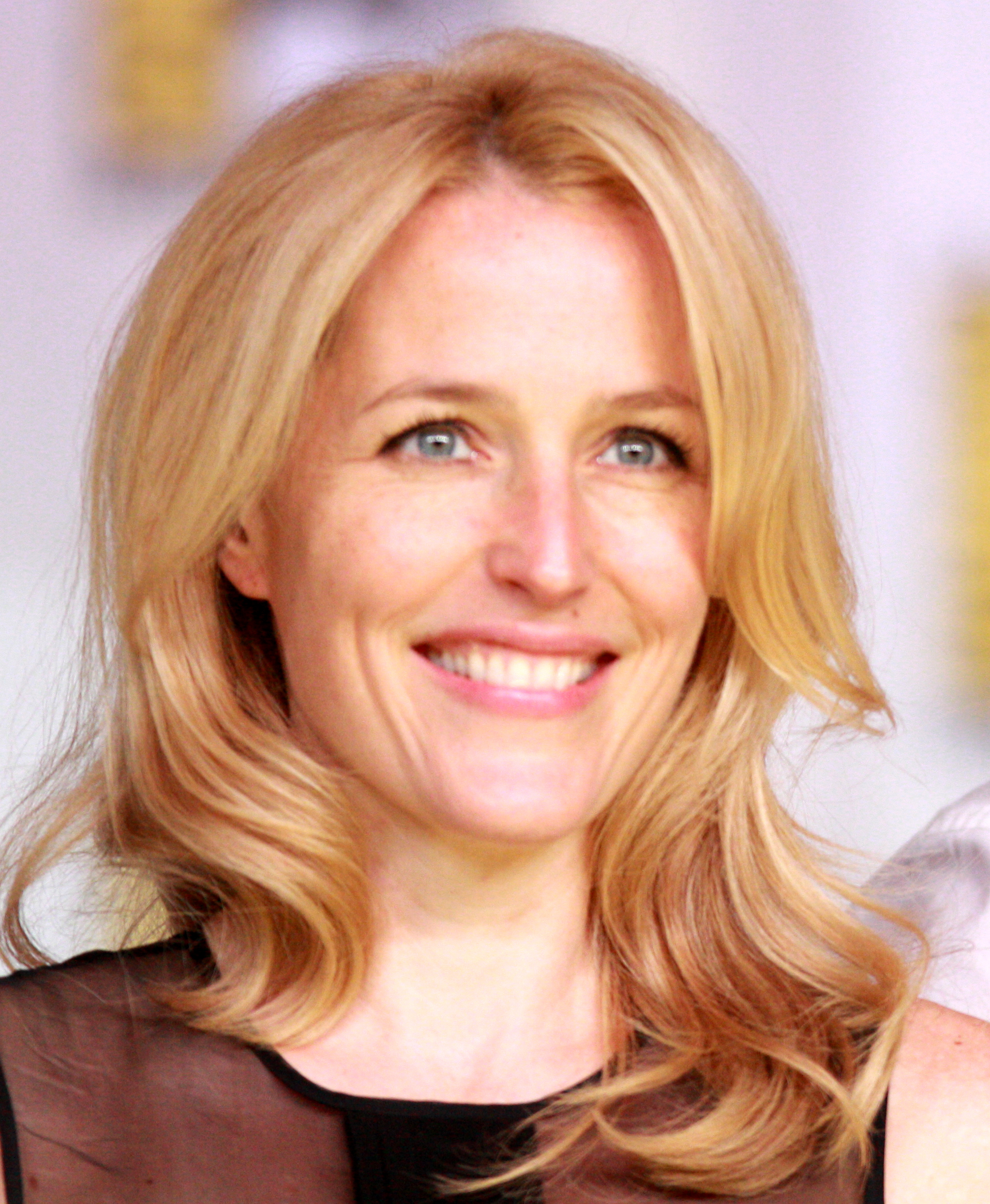

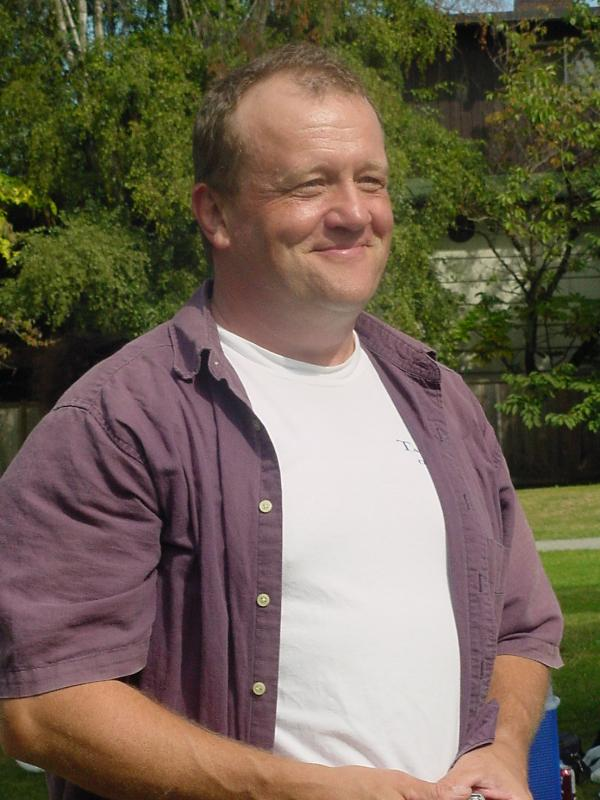

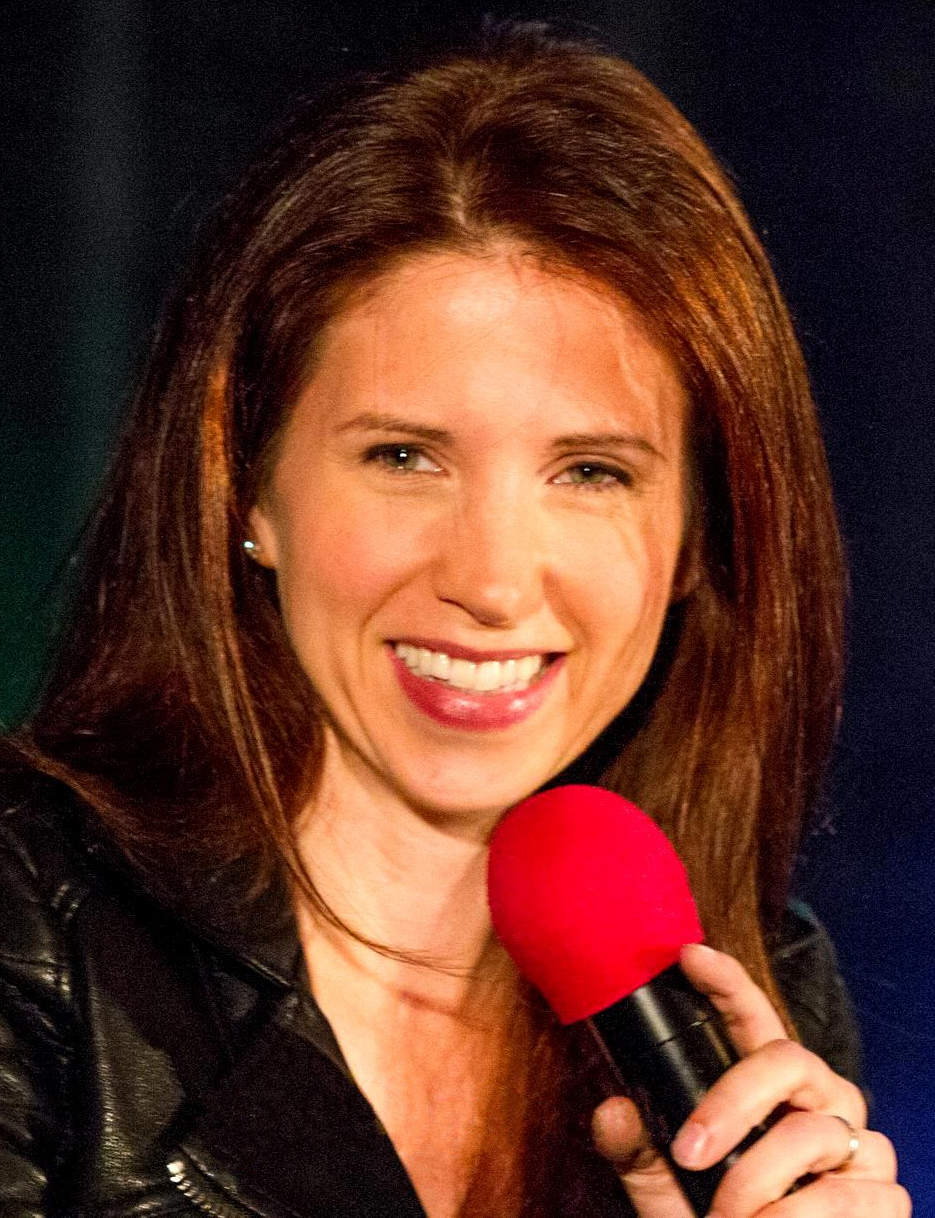

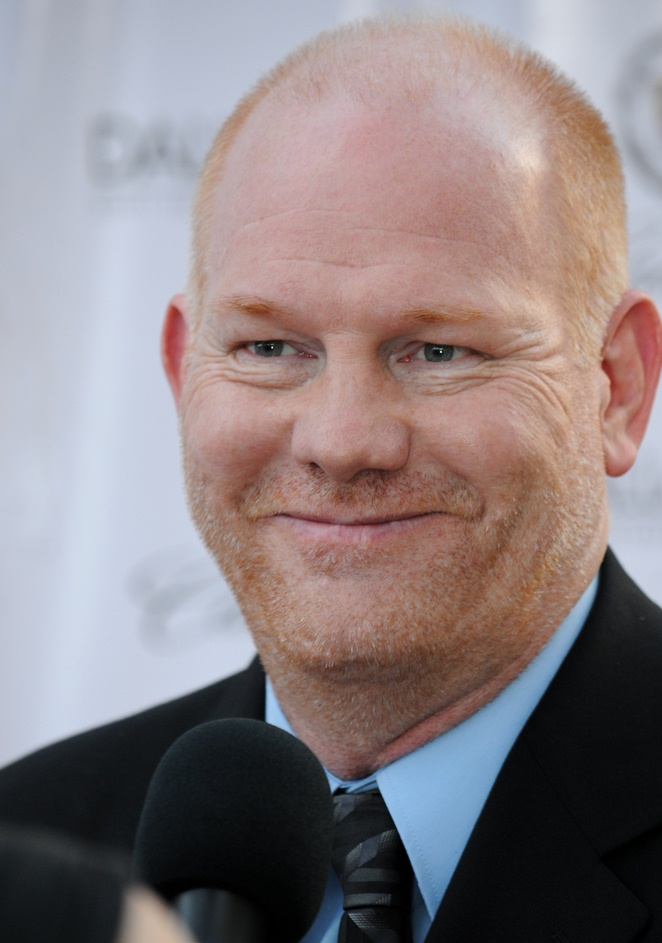

Малдер і Скаллі розслідують загибель душевно хворої дівчинки з полідактилією, яка зуміла встати з ліжка і вийти на вулицю перед тим, як загинути, хоча була неповносправною-візочницею. На тілі не зафіксовано ніяких пошкоджень, окрім випалених очей. Однак у неї є три сестри-близнючки, яким загрожує небезпека від темних сил. Для Скаллі ця справа є дуже особистою, так як у дівчатках вона бачить втрачену Емілі.

## Зміст
Істина поза межами досяжного
В Александрії (штат Вірджинія) шістнадцятирічній Дарі Керноф, психічно і фізично неповносправній дівчині, яка користується інвалідним візком, якось вдається вийти з дому посеред ночі, незабаром після обряду хрещення. Її батько, Ленс, з подивом вибігає надвір під дощ і виявляє доньку зовні, з піднятими вгору руками в напрямі дивної фігури на дорозі. Раптом вдаряє блискавка і фігура зникає. Коли Ленс добігає до Дари, він розуміє, що вона мертва, очі її згоріли і з них ще струменить дим.
Дейна Скаллі приходить сповідатися до церкви святого Джона. Сповіднику вона розказує про отця Мак'Кю, і про смерть своєї доньки. Вона вважає, що страшенно грішна — бо дозволила дівчинці померти. На Великодню неділю за тиждень до того отець Мак'К'ю запитує, чи не хотіла б вона допомогти родині Керноф у з'ясуванні того, що саме сталося зі смертю Дари. Незабаром після цього Скаллі відвідує Кернофів і дізнається, що Дара була 6 років до того удочерена. Зважаючи на сильну деформацію хребта дівчинки, Скаллі не в змозі пояснити, як Дара ходила, не кажучи вже про вихід назовні. Дейна вирішила допомогти Кернофам — як науковець. Судова медичка пояснює Дейні — в час смерті дівчинка заклякла в позі колінопреклоніння і — до того — у неї були ніби видалені зайві пальці.
Поки це відбувається, священик отець Грегорі відвідує психіатричну лікарню, щоб побачити близнючку Дари Паулу Коклос, але його зупиняє соціальний працівник на ім'я Аарон Старкі і пояснює неможливість її негайного вдочеріння. Скаллі дзвонить Малдеру і просить його знайти папери про вдочеріння Дари Керноф. Тієї ночі Паула загадково помирає в позі колінопреклоніння, коли чоловік входить до її кімнати та від нього розширюється сліпуче світло. Фокс Малдер незабаром дізнається, що Паула і Дара були близнючки, а швидше дві з четверні. В кімнаті померлої хрест висить перевернутим — це сприймається як протест проти Церкви. Агенти також дізнаються, що отець Грегорі сподівався вдочерити Паулу, і вони відвідують священика. Грегорі протестує та намагається переконати, що він невинний і просто бажав захистити Паулу, взявши її під свою опіку. Грегорі повідомляє агентам, що відійшов від католицької церкви й заснував власну та висловлює своє переконання — за смертю сестер не стояла рука Божа. При посмертному огляді Паули Коклос Дейна констатує наявність на кінцівках чотирьох зайвих пальців. Пізніше Скаллі переживає бачення своєї дочки Емілі — ніби це вона лежить на анатомічному столі. Дейна вважає, що побачила Емілі для певної мети — врятувати сестер.
Малдер незабаром дізнається про ще одну сестру. За допомогою соціального працівника Старкі Малдер знаходить дівчину в пропащій частині міста, але дивна фігура вбиває її у молитовній позі, перш ніж Малдер встигає потрапити до неї. Малдер виявляє отця Грегорі на місці події та вважає, що він є винуватцем злочинів. Над закляклою в молитовній позі померлою кружляє ворон. При допиті Малдером та Скаллі отець Грегорі наполягає на тому, що він намагався утримати Диявола, який сподівався отримати душі дівчат. Грегорі носить перевернутий хрест — на такому розіп'яли святого Петра — щоб познущатися з Христа. Він рішучо налаштований на те, що четверта (і остання жива) сестра повинна бути врятована. Пізніше, коли агенти вийшли з кімнати, Старкі входить не відкриваючи дверей і запитує, де знаходиться ця остання дівчина Роберта Дайр. Грегорі мовчить і незабаром починає зажива смажитися; виявляється, що Старкі — диявол. Малдер з поліцейськими прибуває до місця проживання останньої з четверні. З'ясовується, що вона проживає у підвалі без світла. Прийомний батько каже, що її забрав отець Грегорі.
Тієї ночі невідома фігура постає перед Скаллі, розкриваючи, що він є Серафим — у нього чотири не людські обличчя. Цей серафим породив чотирьох нефілімів (сестер-інвалідів), і Бог послав ангела на землю, щоб повернути дівчат на небо. Ангел намагається перемогти Диявола, який сподівається використати душі дівчат для власних підступних справ. Скаллі та Старкі знаходять четверту дівчину, Роберту Дайр, у церкві Грегорі. Однак Скаллі бачить, що у Старкі рогата тінь, яка й розкриває його справжнє походження. Коли Дейна намагається допомогти Роберті врятуватися, жінки стикаються з Серафимом. Скаллі неохоче відпускає руку Роберти, побачивши Емілі на її місці. Дейна дозволяє Роберті увійти в Небо. Дейна дозволяє Емілі увійти в Небо.
Змиритися з втратою. Може в цьому і є віра.

## Створення
Сценарій для «Всіх душ» написали Джон Шибан та Френк Спотніц, а режисером був Аллен Култер. Оригінальною попередницею цього епізоду була ідея, розроблена Деном Енджелом та Біллі Брауном, редакторами сюжету для серіалу, що вийшов після Різдва 1997 року. У цьому варіанті сюжет був докорінно іншим; за словами Шибана, історія була «про Малдера й Скаллі та ангелів, але вона ніколи не працювала так, як спочатку була задумана». Шибан і Спотніц вирішили переробити сценарій та художні елементи попередніх частин «Різдвяного гімну» й «Емілі», з яких вони хотіли включити «дуже універсальну» ідею Скаллі, що вивчає свої почуття до померлої дочки. Цей епізод, на думку Енді Мейслера, таким чином став «неофіційною третьою частиною» в цьому підепізоді. У цьому епізоді Скаллі виступає віруючою людиною, тоді як Малдер грає скептично.
Щоб протистояти деяким темнішим аспектам сценарію, Шибан і Спотніц — за поданням Девіда Духовни — додали кілька рядків комічного полегшення, виконаних Малдером. За словами Духовни, «я намагався переконатись, що ми підтримували цей вид людськості за допомогою гумору».
Сцени в церкві святого Джона, представлені в серії — були зняті у діючій ванкуверській церкві Св. Августина. До зйомок сценарій для епізоду був схвалений місцевим церковним монсеньйором. На випадок відмови виробничий колектив розшукав декілька інших церков для унеможливлення зриву зйомок. Були створені спеціальні вітражі, на яких зображений ангел, що піднімається на Небо, щоб сцена відповідала темам епізоду. Книга, яку має отець Мак'К'ю про нефіліма, була створена помічником художнього керівника Вівієном Ніші під керівництвом Спотніца. Сцени в церкві отця Грегорі знімалися в старшому приміщенні лікарні Джорджа Пірсона. Це місце раніше використовувалося в попередній частині «Кіцунегарі» як їдальня. Виробничий колектив побоювався, що високі вікна будівлі принесуть занадто багато природного світла, і тому деякі з них були приглушені штучним освітленням.
Епізод містив кілька скрупульозних ефектів, які були досягнуті за допомогою гриму або CGI-графіки. Гример Лаверн Башам та перукарка Анжі Бембен отримали завдання надати кожній з четверні (всі зіграні Емілі Перкінс) інший вигляд. Вони також відповідали за те, щоб Джоді Рачикот виглядав старше, що виявилося особливо важким, враховуючи, що у Рачикота не було волосся, яке вони могли фарбувати в сірий колір, і у нього була «найпідтягнутіша шкіра з усіх тридцятирічних хлопців, яких [вони] коли-небудь бачили». Візуальні ефекти для створення рухомих облич Серафима були здійснені за допомогою графіки CGI, яку керівник візуальних ефектів Лаурі Кайльсен-Джордж завершив лише «за години до ефірного часу». Сцена була створена так, що актор Трейсі Елофсон носив маску лева для зйомок камерою. Потім різні голови знімали на зелений екран і склали рухому композицію. Потім були накладені різні світлові ефекти, щоб «зробити це виглядаючим страшно» та більш «ангельським».
Подивившись зверстаний матеріал епізоду, Шибан і Спотніц вирішили, що вони «далеко від кінця». Відчуваючи, що чогось не вистачає, двоє вирішили обрамити події епізоду двома сценами зі Скаллі в церковній сповідальні. Ванкуверський продюсер Д. П. Фінн був обраний для відтворення ролі священика. Спочатку Джилліан Андерсон отримала сценарій для цих сцен заздалегідь. Однак у день зйомок їй було надіслано декілька переробок, а згодом вимагалося більше часу, щоб ознайомитись із новим сценарієм, щоби не поспішати та не підірвати емоції, які вона повинна була винести на знімальний майданчик. Знімальна група закінчила зйомки через день. Тому Фінн насправді не знімався з Андерсон. Щоб компенсувати доповнення церковних сцен, першу частину епізоду довелося обрізати «сцена за сценою та рядок за рядком».

## Сприйняття
Прем'єра «Всіх душ» в мережі Fox у США відбулася 26 квітня 1998 року, і було вперше показано у Великій Британії на BBC One 24 лютого 1999 року Епізод отримав рейтинг Нільсена 8.5 з часткою 12, що означає — його переглянули 13,44 мільйона глядачів.
«Усі душі» отримали неоднозначні відгуки телевізійних критиків. Дейв Голдер з «НФІкс» назвав Нефіліма з епізоду одним з «10 найкращих телевізійних ангелів». Він аплодував зміні ролей епізоду, що дозволило Скаллі бути віруючою, а Малдеру — скептиком. Емілі Вандерверф з «The A.V. Club» позитивно оцінила епізод і відзначила його «B+». Незважаючи на те, що назвала серію «періодично занадто повільним епізодом», Вандерверф похвалила Андерсон, запримітивши її виступ «черговою […] потенційною стрічкою на Еммі в цілому сезоні». Крім того, вона насолоджувалась суперечкою скепсису Скаллі та її релігійних переконань, зазначаючи, що серіал міг би перевести цю ідею в площину іронії, але натомість зіграв її «зі смертельною серйозністю», що дозволило їй (серії) працювати.
Інші відгуки були більш негативними. Паула Вітаріс з «Cinefantastique» надала епізоду переважно критичний відгук і присудила йому одну зірку з чотирьох. Вітаріс писала: «З походом у кричущу релігійність» всі душі «виходять, як поганий епізод Мілленіуму». Крім того, вона критично поставилась до тих сцен, в яких брали участь нефіліми, відзначаючи надмірну релігійну образність: «коли душу [Дари] забирають, камера повертається праворуч і зупиняється, щоб затриматися на телефонному стовпі, який утворює хрест».
Роберт Шірман та Ларс Пірсон у своїй книзі «Хочемо вірити: критичний посібник із Цілком таємно, Мілленіуму та Одиноких стрільців», оцінили епізод лише однією зіркою з п'яти. Вони розкритикували те, що вбивця епізоду виявляється або Богом, або ангелом, якому наказав Бог, а також те, що чотирьом дівчатам судилося померти, оскільки вони несамосправні та «не мають права жити». Крім того, Шерман і Пірсон дійшли висновку, що, хоча релігійне богослужіння не є пасивним діянням, воно трактується в епізоді саме так. Зрештою, вони дійшли висновку, що, хоча «дивитися на смерть під іншим кутом захоплююче», краще це було показано в епізоді «Закриття».

## Знімалися
| Актор             | Роль           |
| ----------------- | -------------- |
| Девід Духовни     | Фокс Малдер    |
| Джилліан Андерсон | Дейна Скаллі   |
| Ерік Кінлейсайд   | Ленс Керноф    |
| Емілі Перкінс     | Нефілім        |
| Гленн Моршауер    | Аарон Старкі   |
| Патті Аллан       | місіс Керноф   |
| Джоді Расікот     | батько Грегорі |